# Lago Santo (Terlago)
Il lago Santo è un lago della provincia di Trento, nel comune di Vallelaghi, nella frazione di Monte Terlago.

## Descrizione
Si trova 150 metri a sud del lago di Lamar, nato dallo stesso bacino e poi diviso in due da una frana. I due laghi sono noti collettivamente come "laghi di Lamar". Nel territorio del comune è presente anche il lago di Terlago.
Il lago si trova ad un'altezza di 713 m s.l.m., ha una superficie di 110.000 m² (lunghezza: 675 m, larghezza 150 m) e raggiunge una profondità massima di 16 m.

## Fauna
Il lago ospita il triotto, la scardola, il pesce persico, il luccio e l'anguilla.